# Bart D. Ehrman
Bart D. Ehrman (n. 5 octombrie 1955, Lawrence⁠(d), Kansas, SUA) este un cercetător (istoric) american al Noului Testament și critic textolog al creștinismului timpuriu. Funcționează ca profesor și decan al Departamentului de Studii ale Religiei din cadrul Universității Carolina de Nord, Chapel Hill. A scris despre felul în care textele originale ale Noului Testament erau frecvent modificate din diverse motive de către scribi și susține că aceste alterări afectează interpretarea scripturilor. El este ateu agnostic.
Ehrman scrie despre creștinismul timpuriu folosind termenul proto-ortodox atunci când face referire la tradițiile creștine ce aveau să definească ortodoxia. Descrie primele două secole ale erei noastre ca neavând încă o tradiție ortodoxă unificată.

## Cariera
Ehrman a început să studieze Biblia și limbile ei originale la colegiul fundamentalist en Moody Bible Institute, absolvind colegiul evanghelic (care era inițial metodist) en Wheaton College din Illinois în 1978 cu un en B.A. în limba engleză. A obținut titlurile de en magister divinitatis (M.Div.) și apoi en philosophiæ doctor (Ph.D.) de la Seminarul Teologic Princeton, unde a studiat sub îndrumarea lui Bruce Metzger, absolvind, în 1985, magna cum laude. În prezent deține funcția de decan al Departamentului de Studii ale Religiei din cadrul en Universității Carolina de Nord, Chapel Hill.
Scrierile lui Ehrman s-au concentrat, în mare parte, pe aspecte diverse ale tezei lui en Walter Bauer, conform căreia, creștinismul a fost întotdeauna diversificat sau s-a aflat mereu în conflicte interne. Ehrman este adesea considerat un deschizător de drumuri în ceea ce privește corelarea istoriei Bisericii cu versiunile textologice ale manuscriselor biblice precum și în crearea de termeni cum ar fi creștinismul proto-ortodox. În lucrările sale, Ehrman repune în discuție critica textologică; încă de pe vremea Părinților Bisericii, celor declarați eretici (Marcion, de exemplu) li s-au reproșat falsificări ale manuscriselor biblice - Ehrman demonstrează că creștinii proto-ortodocși și mai apoi copiștii catolici, ortodocși, siriaci și copți au fost cei care „au umblat” la manuscrise, alterând textele pentru a-și promova propriile puncte de vedere.
În calitate de critic textolog (biblist), Ehrman examinează versiuni diferite ale scripturilor cu scopul de a determina ce spuneau manuscrisele originale. Spre exemplu, diverse manuscrise antice au finaluri diferite pentru Evanghelia după Marcu (vezi Marcu 16). Ehrman concluzionează că textele originale sfârșeau cu versetul 16:9 și niciuna din versiunile existente nu este originală. O metodă utilizată de Ehrman în analiza textului este identificarea modificărilor care ar fi putut servi diverselor motive ale scribilor care copiau manuscrisele. Dacă unul din manuscrisele unei evanghelii încearcă o apropiere de celelalte evanghelii, minimizează rolul femeilor, îndulcește unele afirmații dure sau combate credințe din afara sferei proto-ortodoxe, Ehrman susține că e foarte probabil ca respectivul exemplar să conțină alterări deliberate din partea scribilor și să nu fie autentic. Aceste modificări devin evidente prin a compara diferite manuscrise ale unei evanghelii sau epistole, între manuscrisele prin care s-a transmis Noul Testament existând mai multe diferențe decât numărul cuvintelor din același Nou Testament.

## Importanța teologică a studiului științific al Bibliei
Bart Ehrman prezintă importanța textologiei pentru teologi:
Bănuiala mea e că majoritatea studenților care vin în primul an de seminariu teologic nici nu știu la ce să se aștepte de la cursurile cu privire la Biblie. ... Fiecărui student i se cere să urmeze cursuri introductive și apoi avansate în studii biblice. Cei mai mulți studenți se așteaptă ca aceste cursuri să fie predate dintr-o perspectivă pioasă, arătându-le lor, ca viitori pastori, cum să aplice Biblia în viețile oamenilor în predicile lor săptămânale.

Astfel de studenți trebuie să se aștepte la o trezire foarte dură la realitate: seminariile protestante mainline din SUA sunt vestite pentru a nega convingerile dragi ale studenților cu privire la Biblie, chiar dacă aceste convingeri sunt o idee vagă și caldă că Biblia este un ghid minunat pentru credință și practică, care trebuie tratat cu respect și pietate. Aceste seminarii predau studii serioase și profunde de analiză a Bibliei. Ele nu flatează pietatea studenților, ci sunt predate de universitari care sunt la curent cu ceea ce cercetarea de limba germană și de limba engleză a scris despre Biblie în ultimii trei sute de ani.

Abordarea Bibliei din aproape toate seminariile mainline protestante (iar acum și din cele catolice) este ceea ce se numește metoda «critico-istorică». Ea este complet diferită de abordarea «devoțională» a Bibliei care se învață din biserici.— Bart D. Ehrman, Jesus, Interrupted: Revealing the Hidden Contradictions in the Bible (And Why We Don't Know About Them)

## Alte citate
Dacă cineva vrea să susțină că Dumnezeu a inspirat fiecare cuvințel al scripturii, ce rost ar avea asta dacă nu avem cuvintele originare ale scripturii? În anumite locuri, așa cum vom vedea, pur și simplu nu putem fi siguri că am reconstruit cu acuratețe textul original. Este cam greu să știi ce înseamnă cuvintele Bibliei dacă nici măcar nu știm care sunt cuvintele ei!

Aceasta a devenit o problemă pentru viziunea mea asupra inspirației, căci mi-am dat seama că nu ar fi fost mai dificil pentru Dumnezeu să păstreze neștirbite cuvintele scripturii decât i-a fost să le inspire inițial. Dacă el dorea ca poporul său să aibă cuvintele sale, cu siguranță i le-ar fi transmis lui (și poate le-ar fi transmis cuvintele într-o limbă pe care s-o înțeleagă, mai degrabă decât în greacă și ebraică). Faptul că nu avem aceste cuvinte ne arată, gândeam eu, că el nu le-a păstrat pentru noi neștirbite. Iar dacă el nu a produs acest miracol, nu pare să existe niciun motiv de a crede că el a produs miracolul anterior, cel de a inspira aceste cuvinte.— Bart D. Ehrman, Misquoting Jesus. The Story Behind Who Changed the Bible and Why.
Mi s-a cerut însă să predau un curs numit «Problema suferinței în tradițiile biblice». M-am bucurat de această șansă deoarece mi s-a părut o cale interesantă de a aborda Biblia: examinând răspunsurile date de diverși autori biblici întrebării de ce există suferință în lume, în special printre oamenii Domnului. Credința mea era și este încă: diverși autori ai Bibliei au avut soluții diferite la întrebarea de ce suferă poporul lui Dumnezeu: unii (cum ar fi profeții) gândeau că suferința provine dintr-o pedeapsă a lui Dumnezeu pentru păcat; unii gândeau că suferința vine de la inamicii cosmici ai lui Dumnezeu, care produceau suferința precis pentru că oamenii făceau ceea ce era drept în ochii Domnului; alții gândeau că suferința vine ca un test pentru a vedea dacă oamenii vor rămâne credincioși în ciuda suferinței; alții afirmau că suferința este un mister și că e greșit să ne întrebăm de ce o îngăduie Dumnezeu; iar alții gândeau că lumea aceasta este un dezastru complet și că trebuie «să mâncăm, să bem și să ne veselim» atunci când o putem face. Ș.a.m.d. Mi se părea și mi se pare încă: una din căile de a înțelege vasta diversitate a moștenirii scripturale a evreilor și creștinilor este să înțelegem cum autori diferiți au răspuns la întrebarea fundamentală a suferinței.— Bart D. Ehrman, God’s Problem. How the Bible Fails to Answer Our Most Important Question—Why We Suffer

## Apariții TV și interviuri
- en Ehrman la The Colbert Report with Stephen Colbert[nefuncțională]
- en O sesiune de întrebări și răspunsuri cu Bart Arhivat în 1 decembrie 2008, la Wayback Machine.
- en Dezbatere cu W.L. Craig asupra evidențelor istorice ale Învierii lui Iisus Arhivat în 27 octombrie 2007, la Wayback Machine.
- en Interviu cu Bart Ehrman asupra lucrării „God's Problem” Arhivat în 25 iunie 2009, la Wayback Machine.